# 공동 브랜딩
공동 브랜딩(co-branding)은 한 제품이나 가게, 서비스에 여러개의 브랜드가 적용되는 것이다. 협업하는 여러 생산자가 같은 브랜드를 공유하는 공동 브랜드와는 다르다.

## 사례
- 포스트 오레오 오즈
- 네네치킨 앤 봉구스밥버거

## 같이 보기
- 브랜드
- 코로케이션